# レバノン侵攻 (2006年)
レバノン侵攻（レバノンしんこう）は、2006年7月にレバノンのシーア派武装組織ヒズボラがイスラエルに攻撃と侵入を行い、これに対してイスラエル軍が7月から8月にかけてレバノン領内に空爆・侵攻を行った事件である。
「2006年イスラエル・ヒズボラ戦争」、「7月戦争」、「第二次レバノン戦争」などとも呼ばれる。

## 背景
2000年5月にイスラエル首相エフード・バラックによるレバノン占領地域からのイスラエル国防軍の一方的撤退が実行された。だが、この撤退は国際条約や国連監視団の駐留を含むものではなく、2006年前半には軍備を増強しイスラエルと敵対するヒズボラとイスラエル国防軍の緊張が高まっていた。

## 開戦前
実際2006年5月以降、イスラエル北部国境の町キリヤット・シュモネにカチューシャ・ロケットが撃ち込まれている。ヒズボラは越境攻撃を可能とする為に数年間かけて情報収集を行い、さらにイスラエル国防軍（IDF）兵士誘拐作戦に備えて半年間の訓練を行っていた。
国境侵犯攻撃作戦は、IDF国境警備隊の順番がドゥルーズ派兵士達に変わる情報を受けて早められた。つまり、IDFの内部情報はヒズボラに筒抜けになっていた。

## 国境侵犯
2006年7月12日午前9時、ヒズボラは国境付近のイスラエルの町々へ迫撃砲及びカチューシャ・ロケットを撃ち込み始め、イスラエル側に11名の死者を出した。これは、国境侵犯攻撃作戦を可能にする為の陽動作戦であった。
5分後、ヒズボラはイスラエル国境を侵犯。偵察中の部隊に向かって対戦車ミサイルを撃ち込んだ。この時IDF兵士3名が戦死、2名を捕虜にしたが、その時点で兵士達が生きていたかどうかは定かでない（ザルイート事件）。しかし、イスラエル情報当局は、彼らの生死について確実な情報を入手することができなかったため、イスラエル政府は2年間にわたって捕虜奪還の姿勢を取らざるを得なかった。これはヒズボラ側との交渉に利用され、また拉致将兵の家族達を混乱させた。
IDFは戦車部隊を出してヒズボラを追い、レバノン領内に侵入したが、対戦車地雷を踏み戦車兵4名が戦死。さらに脱出した1人が狙撃された。損害を拡大したIDFはヒズボラとの開戦を決断、ここに戦争が開始された。

## 空爆
空爆の対象は、ヒズボラ支配地である南部の幹線道路、発電所に始まり、継続的にレバノン全土へ拡大し、数日の内にラフィク・ハリリ国際空港も破壊（イスラエルはヒズボラへの支援物資が経由する為とした）、ベイルート港は海上封鎖（理由同）、テレビ局、携帯電話の基地局も攻撃され、レバノンの国家機能は麻痺状態に陥った。また、ヒズボラの拠点とされるベイルート南郊、北部のシリアとの国境地帯、東部のベッカー高原、南部のスール、サイダなどが攻撃を受けた。
レバノン南部の火力発電所への爆撃で石油貯蔵タンクが破壊され、約1万5千トンと推定される重油が流出し、環境破壊が生じた（en:Jiyeh Power Station oil spill参照）。
対してヒズボラは、南部から執拗にロケット攻撃を行い、イスラエル北部の都市ハイファに着弾、被災して死傷者が出た。

## 地上軍侵攻
IDFは当初、空爆のみでヒズボラを殲滅できると考えていたが、ヒズボラはレバノン市民に紛れており、根拠地も住宅地の中にある上、攻撃のたびに移動する為、予想通りには弱体化せず、かえってイスラエル人がロケット攻撃で死傷する事態となった。このため、地上軍による直接戦闘により、ヒズボラを壊滅させることを決断した。
7月17日、イスラエル特殊部隊が越境して進軍、ヒズボラと戦闘して帰還した。7月22日には地上軍本隊が越境、ヒズボラ支配下にあった南部の2村を占領した。ヒズボラは国境沿いの村落に地下陣地を建設して守りを固めており、イスラエル国防軍はこれらの陣地を事前に探知できていなかった。侵攻の先頭に立ったメルカバ戦車や装甲兵員輸送車は、ヒズボラ側の対戦車ミサイルで大きな損害を受け、イスラエル国防軍の侵攻は遅々として進まなかった。予想外の展開にイスラエルは予備役の動員を拡大し戦力を増強して対応した。目標はリタニ川以南のレバノン領土の占領とヒズボラ戦力の撃滅とされた。
7月26日、イスラエルが攻撃目標を拡大したことから、国連レバノン暫定駐留軍（UNIFIL）への被害が増え始める。レバノン南部での停戦監視に当たっていたUNIFILの施設に爆弾が直撃し、中国、フィンランド、オーストラリア、カナダの監視要員ら4人が死亡。国連暫定軍は、25日午後にも施設付近への爆撃が14回あり、4人の捜索活動を行っている間にも空爆が続いたとしている。
国連事務総長のコフィー・アナンは「イスラエルの首相が国連施設への砲爆撃を行わないと保証したにもかかわらず事件が起きてショックを受けている」と声明を発表し、南部レバノンの国連軍司令官がIDF側と繰り返し接触し、事態を防ごうとしていた矢先だったと明らかにした。
それに対し、イスラエル側は「意図的な攻撃ではない」として、アヤロン駐米国連大使が遺憾の意を表明し、国連施設がヒズボラの戦闘に巻き込まれた事を認めた。イスラエルの軍関係者は、ヒズボラの部隊がIDFの反撃を避けるため施設から数十メートルの地点でロケット砲を発射したと主張し、国連職員に施設からの退避を求めたと述べた。この件に関して中国政府は激しく抗議し、国連安保理で非難決議を提案したが、アメリカが難色を示し、暗に攻撃を批判する議長声明にとどまった。
7月29日には、全土を空爆する中で、南部を占領していた地上軍が任務完了として引き上げた。
またこの日、アメリカのライス国務長官はレバノンとイスラエルを歴訪して停戦の仲介を提案した。両国政府は好意的に反応したものの、ヒズボラは反発の姿勢を見せた。
また、ヒズボラは射程100kmの新ミサイルを攻撃に使用、ハイファ近郊に着弾し、攻撃目標を拡大するとした。

## 一時停戦
7月30日、イスラエル空軍（IAF）はレバノン南部の町カナへの空爆を開始、ヒズボラが潜伏すると思われた中心部への2度の空爆で、37人の子ども（うち15人は身体・精神障害児で退避救援を待っていた）を含む56人が死亡、多数の負傷者が出た。
ライス国務長官のレバノン訪問中に起きたこの惨事により、イスラエルは国際的な非難を浴びた。これにより、イスラエルは7月31日に48時間の人道的空爆停止に同意した。しかし、自衛目的の攻撃は続けるとした為、停戦時間中も断続的に空爆を行った。
8月1日深夜から2日にかけ、IDFは特殊部隊によるベッカー高原のバールベックへの空爆（シャープ・スムース作戦）を実行し、レバノン市民18人が死亡、5人を捕虜とした。

## 戦闘再開
停戦の終了する2日から3日にかけて、IAFはレバノン全土に対する空爆を再開した。南部ではIDFとヒズボラの地上戦も再開され、激しい戦闘となった。
レバノンのフアード・シニオラ首相は3日、IDFの攻撃でこれまでに900人以上が死亡、3000人が負傷し、人口の4分の1の約100万人が避難所生活を余儀なくされていると述べた。
また、死傷者の3分の1は12歳未満の子供だと主張した。同日、世界の子供を支援するイギリスの非政府組織「セーブ・ザ・チルドレン」は、IDFのレバノン攻撃による死者のうち、45%が子供であることを明らかにした。同組織が確認したとする死者数は615人で、子どもが33%を占めているという。
また、同日付のイギリスの日刊紙『インデペンデント』が国際連合児童基金の推計として報じたところによると、100万人近くのレバノン人が避難民となっており、その45%が子供だとした。
8月4日、IAFはカアへ空爆を行い、シリア人やレバノン系クルド人の農夫33人が死亡した。
一方、ヒズボラ下部組織はティルス周辺から、長距離ロケットによりハデラ（ハイファ地区の町）を攻撃した。IDFは、5日深夜1時、ティルス北部のオレンジ果樹園にヘリコプターで降着、ヒズボラ陣地と見た塀を越えて侵入した。アパートメントの2階を砲撃し、住人数名が負傷した。ヒズボラ兵士との銃撃戦となり、IAF武装ヘリコプターが支援した。これにレバノン国軍が地対空ミサイルを発射するが反撃され、地上のレバノン軍戦車に着弾、レバノン兵数名が負傷した。午前4時にIDFは撤退したが、ヒズボラ7人、レバノン軍兵士1人が死亡、IDFは8人が負傷（2人重傷、6人軽傷）し、ハイファのラムバム病院へ空輸された。

## 停戦
8月5日、フランスのドラサブリエール国連大使は、午後開かれた国連安保理で、レバノン情勢に関する決議案を提示した。
6日、カタールの衛星テレビ・アルジャジーラは、ヒズボラがイスラエル北部の都市キリヤット・シュモナにロケット弾攻撃を加え、12人のIDF兵士が死亡、6人が負傷したと伝えた。
これ以降、ヒズボラによる執拗なゲリラ攻撃により、IDFの戦死傷者が急激に増加した。国連による停戦案はイスラエル寄りのアメリカと、アラブ寄りのロシア・中国の間で、イスラエル撤兵後にレバノン南部に展開するレバノン国軍とUNIFILが、ヒズボラをどのように武装解除するかで衝突したが、アメリカが採決直前で武力による強制武装解除の案を取り下げ、実質的にヒズボラの兵力は温存されることとなった。停戦案は8月11日に可決、採択された。
8月13日、戦闘は継続していたが、イスラエル政府は国連の停戦決議を受諾することを発表した。翌8月14日午前8時、停戦決議に基づき、IDFに対して停戦命令が下った。ただし、自衛の為の攻撃は許可されていた為、小規模な空爆や戦闘は継続した。
また、停戦案提示から実現まで、IDFは1,800発に及ぶクラスター爆弾をヒズボラ攻撃に使用し、その不発弾が問題となっている。
これ以降、IDFは1か月をかけてレバノン国軍とUNIFILに占領地を明け渡し、自国領内に撤収した。UNIFILはレバノンに影響力のあるフランスが主体となることを、国連やアメリカも望んだが、先制攻撃を禁じられる上に犠牲を強いられると見たフランスは、工兵200名程度の少数派遣にとどまり、イタリアが2,000名以上の兵力を派遣することで合意、9月にレバノンへ上陸し、2007年3月以降はイタリア軍に指揮権が付与されることとなった。
また、トルコなども大規模派兵を表明している。
10月1日、IDFは国境沿いの数ヶ所を除き、レバノン領内から撤退した。この紛争でIDFは累計100人以上の戦死者を出しながら、ヒズボラの拠点建物や地下施設を完全に破壊することは出来ず、イスラエル北部の軍事的安定はおろか、元々の発端であった拉致兵士2名の解放すら実現できなかった。そのため国内でも作戦に対する批判が高まり、政府の調査委員会による調査の結果、エフード・オルメルト首相、アミール・ペレツ国防相、ダン・ハルツ参謀総長（当時）の責任が厳しく指摘され、オルメルト政権はその求心力を失う事となった。
対外情報局や軍の情報網で把握できていた地点についても、散発的にイスラエル領内への攻撃が行われていることから、IDFによる攻撃が十分になされていないことが停戦後に判明した。このため、IAF機は停戦後も、ヒズボラの監視としてレバノン領空の侵犯を繰り返している。